# Phare de Cold Spring Harbor
Le phare de Cold Spring Harbor (en anglais : Cold Spring Harbor Light), était un phare situé à Cold Spring Harbor (Huntington) sur la côte nord de Long Island, dans le comté de Suffolk (Grand New York-État de New York).
Il a été construit en 1890 pour marquer un banc à l'entrée de Cold Spring Harbor . Après la désactivation du phare en 1965, le phare d'origine a été acheté par un particulier et transféré sur le continent, à 1,6 km au sud-ouest, sur une propriété privée. Une tourelle automatisée et une balise de jour ont été érigées sur le caisson d'origine et continuent de servir d'aide à la navigation .

## Nouveau phare

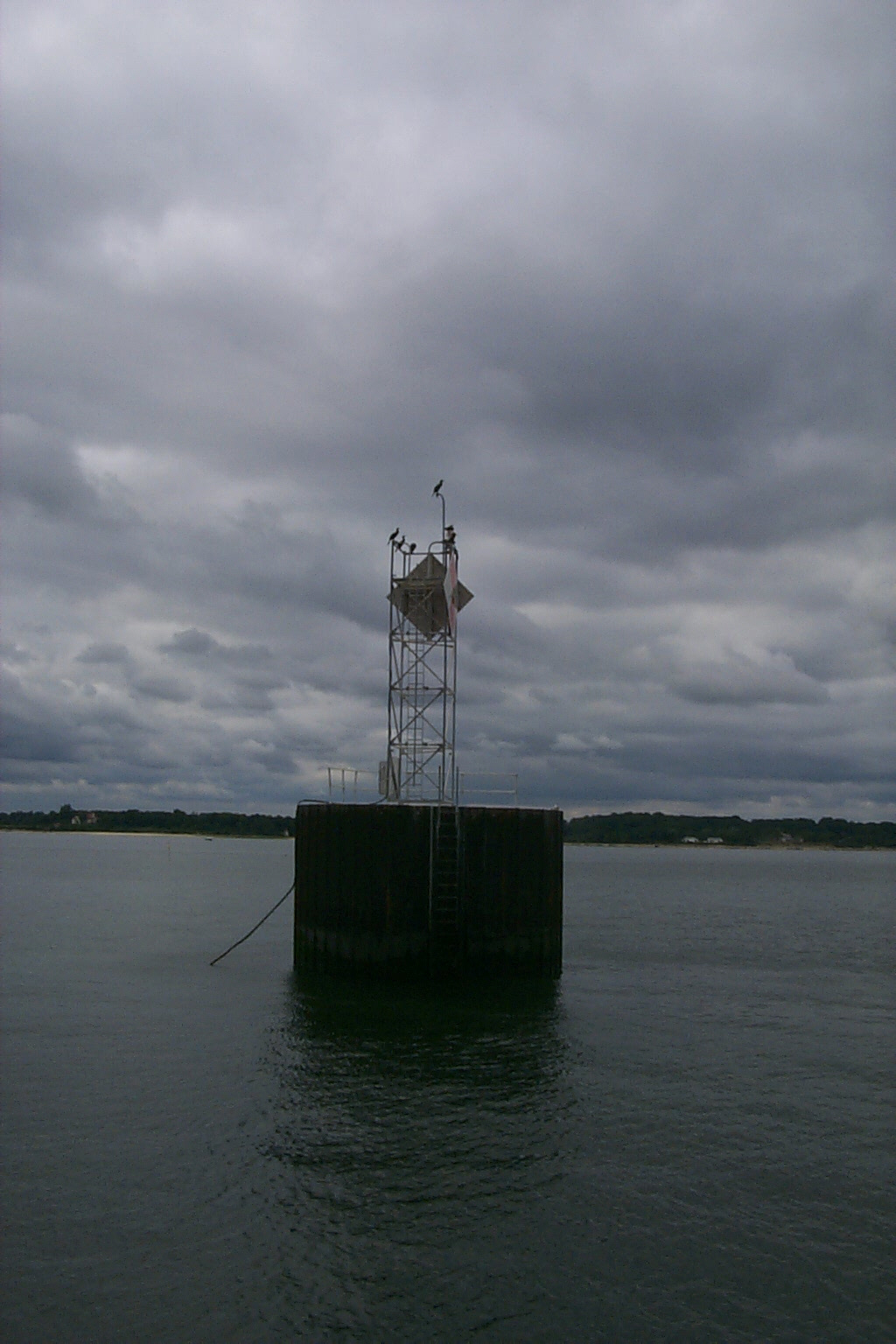
Nouveau phare

Le nouveau phare est une tourelle métallique à claire-voie de 8 m de haut, montée sur l'ancien caisson. 
Son feu fixe émet, à une hauteur focale de 11 m, une lumière blanche continue d'une portée est de 8 milles nautiques (environ 15 km) et un feu à secteurs rouge de 6 milles nautiques (environ 11 km) pour le feu rouge.
Identifiant : ARLHS : USA-183 ; USCG : 1-26870 - Admiralty : J0880 .

### Lien connexe
- Liste des phares de l'État de New York